# جونيوس رالف ماجي
جونيوس رالف ماجي (بالإنجليزية: Junius Ralph Magee)‏ هو قسيس أمريكي، (و. 1880  م).
1. ↑  Clinton T, Howell (1945). Prominent Personalities in American Methodism (بالإنجليزية). Birmingham, Alabama: The Lowry Press.{{استشهاد بكتاب}}:  صيانة الاستشهاد: التاريخ والسنة (link)